# Dubai metro rode lijn
De Dubai metro rode lijn is een van de twee lijnen op het Dubai Metro-netwerk in de stad Dubai, Verenigde Arabische Emiraten. De lijn loopt over een lengte van 52,1 kilometer van Rashidiya in het oosten naar Jebel Ali in het westen van de stad en loopt voor het grootste deel parallel aan de Sheikh Zayed Road. Het heeft 29 stations die in fasen zijn geopend van 2009 tot 2011. De eerste sectie van de lijn werd ingehuldigd op 9 september 2009. Er zijn langs de lijn twee overstapstations, Union en BurJuman, waar de groene en rode lijnen elkaar kruisen. De rode lijn heeft zijn hoofddepot in Rashidiya. De lijn was enige tijd 's werelds langste enkele metrolijn die gebruikmaakt van treinen zonder bestuurder, zoals erkend door Guinness World Records in 2012.

## Statistieken
De rode lijn heeft 29 stations, waarvan vier ondergronds en de rest verhoogd (op een viaduct). De lijn is 52,1 km lang, waarvan 4,7 km onder de grond. De totale reistijd op de rode lijn van begin- tot eindpunt is ongeveer 60 minuten en de maximale snelheid van de treinen is 110 kilometer per uur. De treinen hebben een stoptijd van 20-30 seconden op elk station en de gemiddelde reistijd tussen stations op de rode lijn is 60-90 seconden. Er rijden 27 treinen in de ochtendspits en 29 treinen in de avondspits met een interval variërend van 6 tot 8 minuten in de ochtendspits en van 5 tot 6 minuten in de avondspits. 

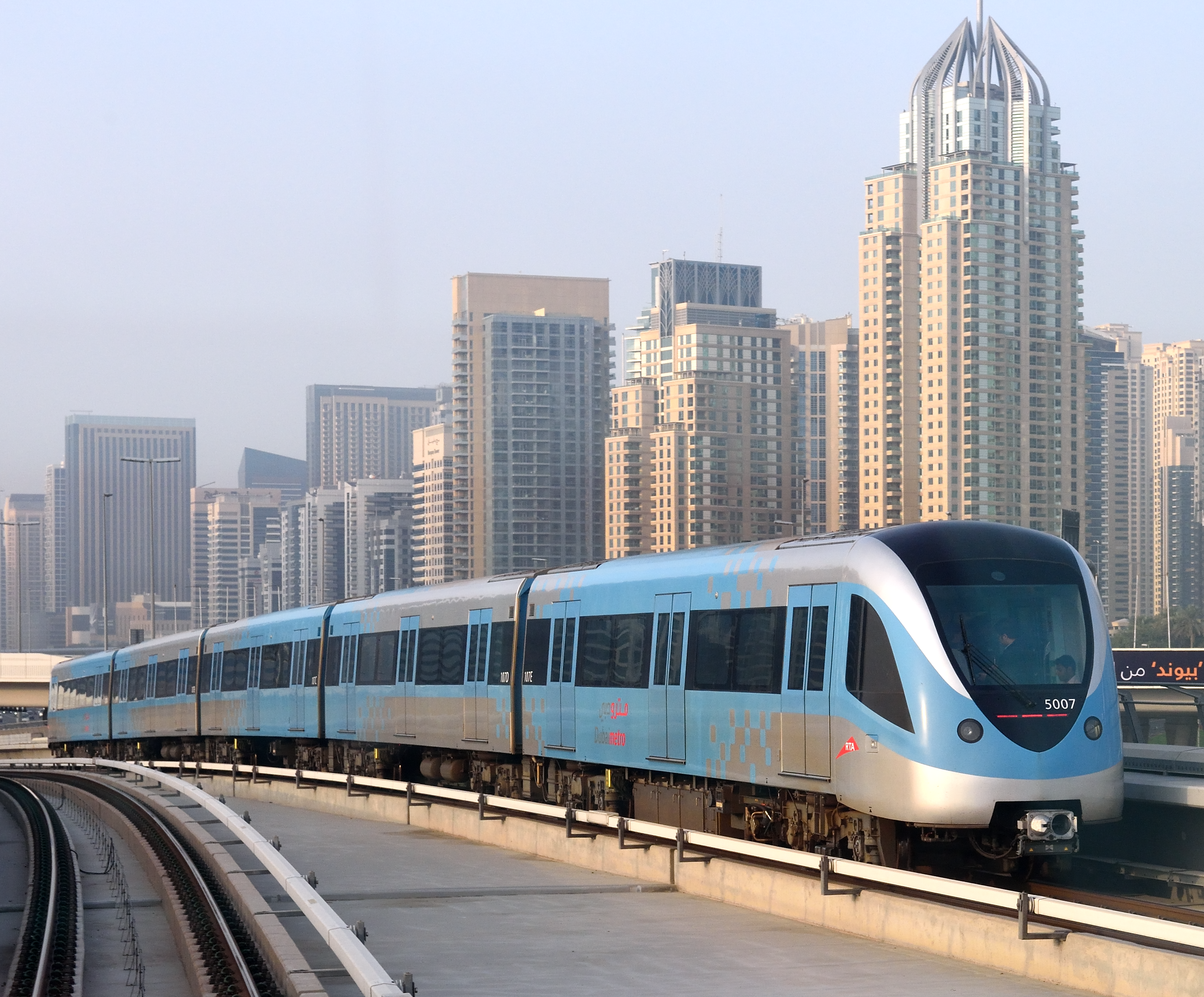
Metrotrein op de rode lijn

Sinds oktober 2019 worden er 170 feederbussen ingezet door de RTA om pendelaars vanuit de wijken naar stations op de rode lijn te vervoeren. In 2013 vervoerde de metro op de rode lijn in totaal 88.888 miljoen passagiers: het daggemiddeldewas daarmee in 2013 ongeveer 243.000 mensen. 
De lijn opende met 35 treinen met elk een capaciteit van 643 zitplaatsen. Vanaf 2010, toen 51 treinen in dienst waren, had de lijn een piekcapaciteit van 11.675 passagiers per uur in elke richting. Vanaf september 2014 heeft de Rode Lijn 60 treinen (treinregistraties 5001-5045, 5065-5079). Sinds oktober 2019 worden er nieuwe treinen toegevoegd aan de rode lijn, om de capaciteit verder te vergroten. Deze nieuwe treinen kunnen meer passagiers (696) meenemen dan de oude. 
De theoretische maximale ontwerpcapaciteit is 25.720 passagiers per uur, waarvoor 106 treinen nodig zijn.

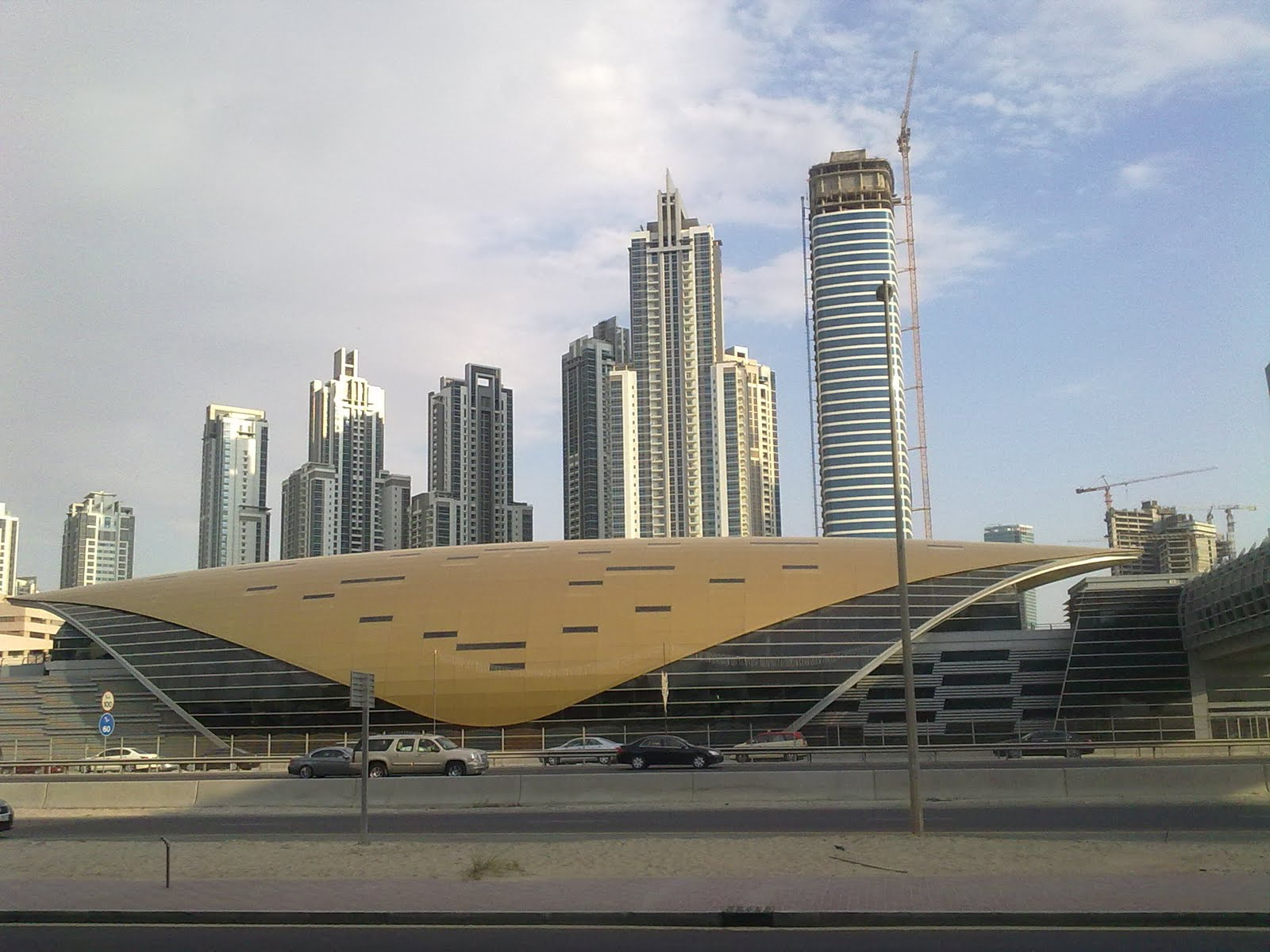
Metrostation Business Bay

## Openingsdata
| Datum      | Station(s) / secties geopend | Opmerkingen |
| ---------- | --- | --- |
| 09-09-2009 | Sectie Rashidiya tot Nakheel Harbour & Tower Stations: Rashidiya, Airport Terminal 3, Deira City Centre, Al Rigga, Union, BurJuman, Al Jafiliya, Financial Centre, Mall of the Emirates en Nakheel Harbour & Tower | BurJuman had bij de opening als naam: Khalid Bin Al Waleed.                                                                |
| 04-01-2010 | Burj Khalifa / Dubai Mall | COp dezelfde dag als de opening van de Burj Khalifa.                                                                       |
| 30-04-2010 | Sectie Nakheel Harbour & Tower naar Ibn Batutta section Stations: Emirates, Airport Terminal 1, ADCB, Emirates Towers, Dubai Internet City, DAMAC Properties en Ibn Batutta                                        | ADCB had bij de opening als naam: Al Karama. DAMAC Properties had bij de opening als naam: Dubai Marina.                   |
| 15-05-2010 | Noor Bank, World Trade Centre en GGICO | Noor Bank had bij de opening als naam: Noor Islamic Bank. GGICO had bij de opening als naam: Al Garhoud.                   |
| 15-10-2010 | Business Bay, First Abu Dhabi Bank, Sharaf DG, Nakheel en DMCC | First Abu Dhabi Bank had bij de opening als naam: First Gulf Bank. DMCC had bij de opening als naam: Jumeirah Lakes Towers |

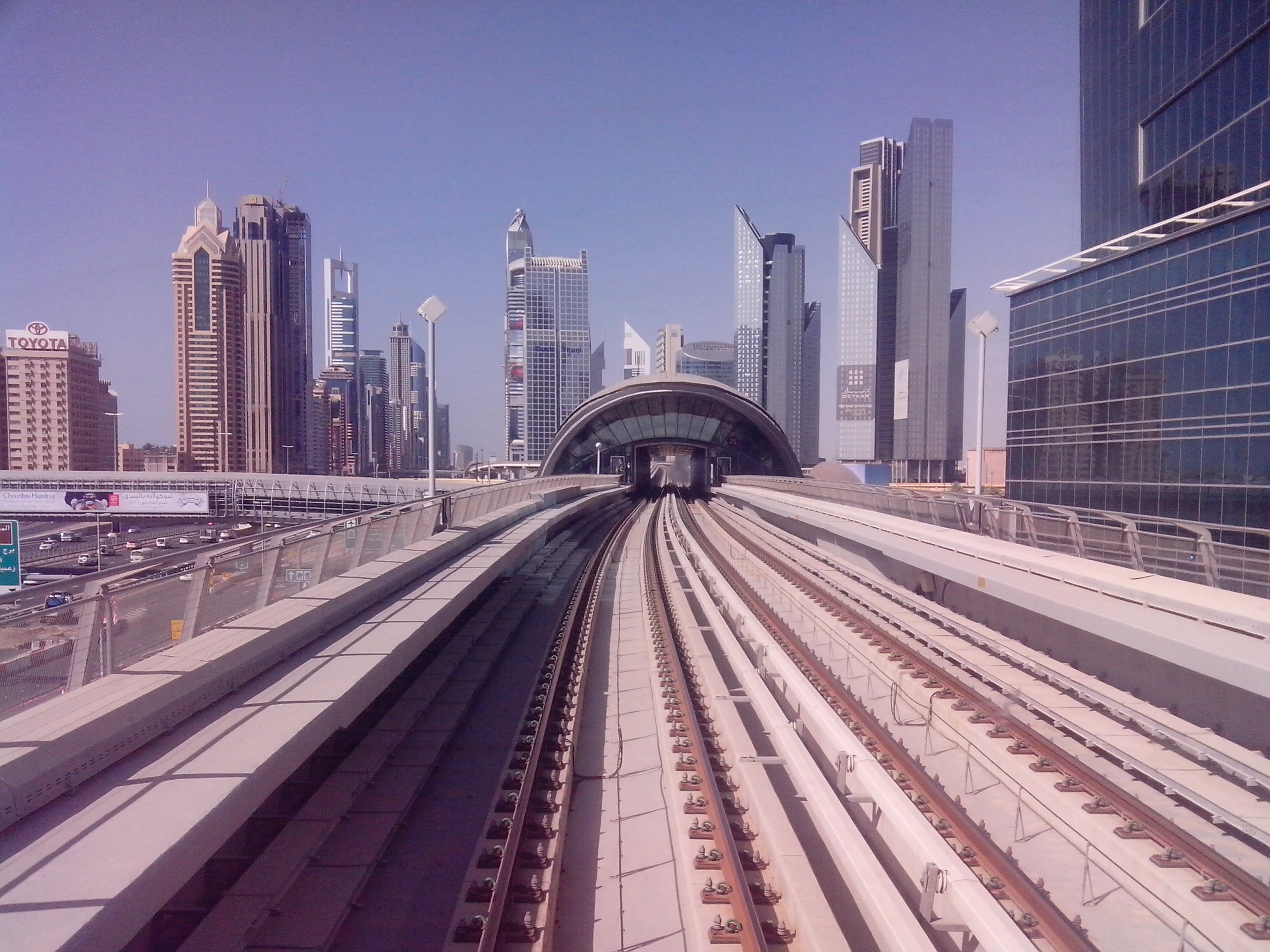
Metroviaduct langs Sheikh Zayed Road

| 11-03-2011 | Sectie: Ibn Batutta naar UAE Exchange Station: UAE Exchange | UAE Exchange had bij de opening als naam: Jebel Ali.                                                                       |
| 10-12-2011 | Danube | Danube had voorheen als naam: Jebel Ali Industrial.                                                                        |
| 30-09-2013 | Energy | |

## Commerciële stationsnamen
De Roads and Transport Authority (RTA) heeft aanzienlijk geprofiteerd van bedrijven langs de routes van de rode lijn die nabijgelegen stations sponsoren. Het naamgevingsinitiatief heeft tot dusver meer dan Dh2 miljard aan inkomsten gegenereerd voor de RTA. Elk station heeft gemiddeld Dh90-100 miljoen binnengehaald.
Op 13 mei 2010 werd bekendgemaakt dat het station van Al Quoz, dat twee dagen later werd geopend, de naam Noor Islamic Bank zou krijgen. Deze aankondiging dat Noor Islamic Bank het recht heeft gekregen om Al Quoz Station voor een periode van tien jaar te noemen, werd gedaan in aanwezigheid van de vertegenwoordigers van de bank op het RTA-hoofdkantoor in Dubai. Daarna volgden nog andere stations op de rode lijn die vernoemd werden naar lokale en internationale zakelijke reuzen, waaronder Emirates Airlines, GGICO, Abu Dhabi Commercial Bank (voorheen Al Karama), First Abu Dhabi Bank, Sharaf DG, Nakheel, DAMAC Properties (voorheen Dubai Marina) en Danube (voorheen Jebel Ali Industrial). 
Op 28 juni 2015 werd het station Jebel Ali omgedoopt tot UAE Exchange. Het station was het 16e bedrijf dat deelnam aan het rebranding-programma voor stations van de Roads and Transport Authority (RTA). Begin 2018 werd FGB omgedoopt tot First Abu Dhabi Bank om de fusie tussen de twee banken te weerspiegelen. In augustus 2018 werd het station Jumeirah Lakes Towers omgedoopt tot Dubai Multi Commodities Center (DMCC).

## Uitbreidingen

### Route 2020
Route2020 wordt gezien als een uitbreiding van de rode lijn. Maar eigenlijk is het een op zichzelf staande metrolijn: op het Nakheel Harbor en Tower-station kunnen reizigers vanaf de 'oude' rode lijn overstappen op de treinen van route2020. De lijn is 15 kilometer lang en zal 7 stations (waaronder 2 ondergrondse) krijgen. De lijn moet in 2020 geopend worden en is voornamelijk aangelegd om de Expo 2020-locatie bereikbaar te maken. Er zijn ook plannen om deze lijn in de toekomst uit te breiden naar Al Maktoum International Airport.

### Andere geplande uitbreidingen
In 2014 keurde de RTA het voorstel goed om de rode lijn van het Al Rashidiya-station met 3,5 kilometer naar het stadscentrum van Mirdif te verlengen. Er is echter ook een voorstel om het verder uit te breiden tot Al Warqa'a, dat begin 2020 nog altijd wordt bestudeerd. Aan de andere kant van de rode lijn, zou die 15,5km doorgestrokken worden en zes nieuwe stations krijgen, eindigend op de grens met Abu Dhabi. Voor deze uitbreiding zijn echter nog geen concrete plannen goedgekeurd.